# Parque nacional de Deosai
El Parque nacional de Deosai (en urdu: دیوسائی نیشنل پارک) se encuentra en los distritos de Skardu y Astore de la provincia de Gilgit-Baltistán, en la parte septentrional del país asiático de Pakistán. El parque está situado en las llanuras de Deosai de la región geográfica de Gilgit-Baltistán. Deosai significa la "Tierra de gigantes".
El parque nacional de Deosai está a una altitud promedio de 4.114 metros sobre el nivel del mar, por lo que las llanuras de la meseta Deosai son las segundas más altas del mundo, después de la vecina meseta tibetana. El parque protege una superficie de 3.000 kilómetros cuadrados. Es bien conocido por su rica flora y fauna de la ecorregión de la estepa alpina meseta Karakorum-oeste del Tíbet.

## Etimología

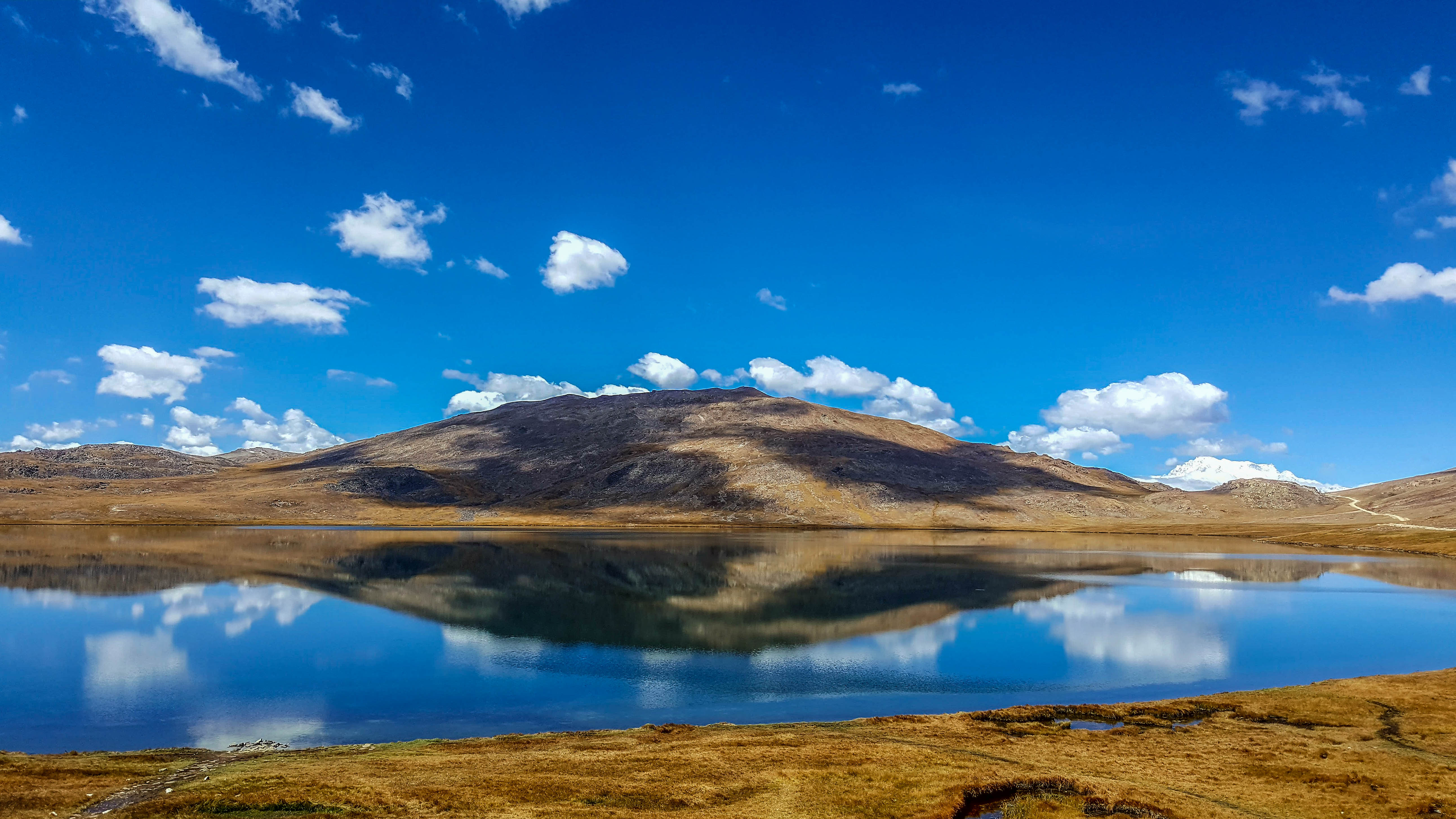
El lago Sheosar se encuentra en el sector occidental del parque nacional Deosai.

'Deosai' (urdu: دیوسای٘) que significa 'la tierra de los gigantes'. El pueblo Balti llama a este sitio 'Ghbiarsa'  que significa 'Sitio del verano' ya que solo es accesible en verano.

## Geografía

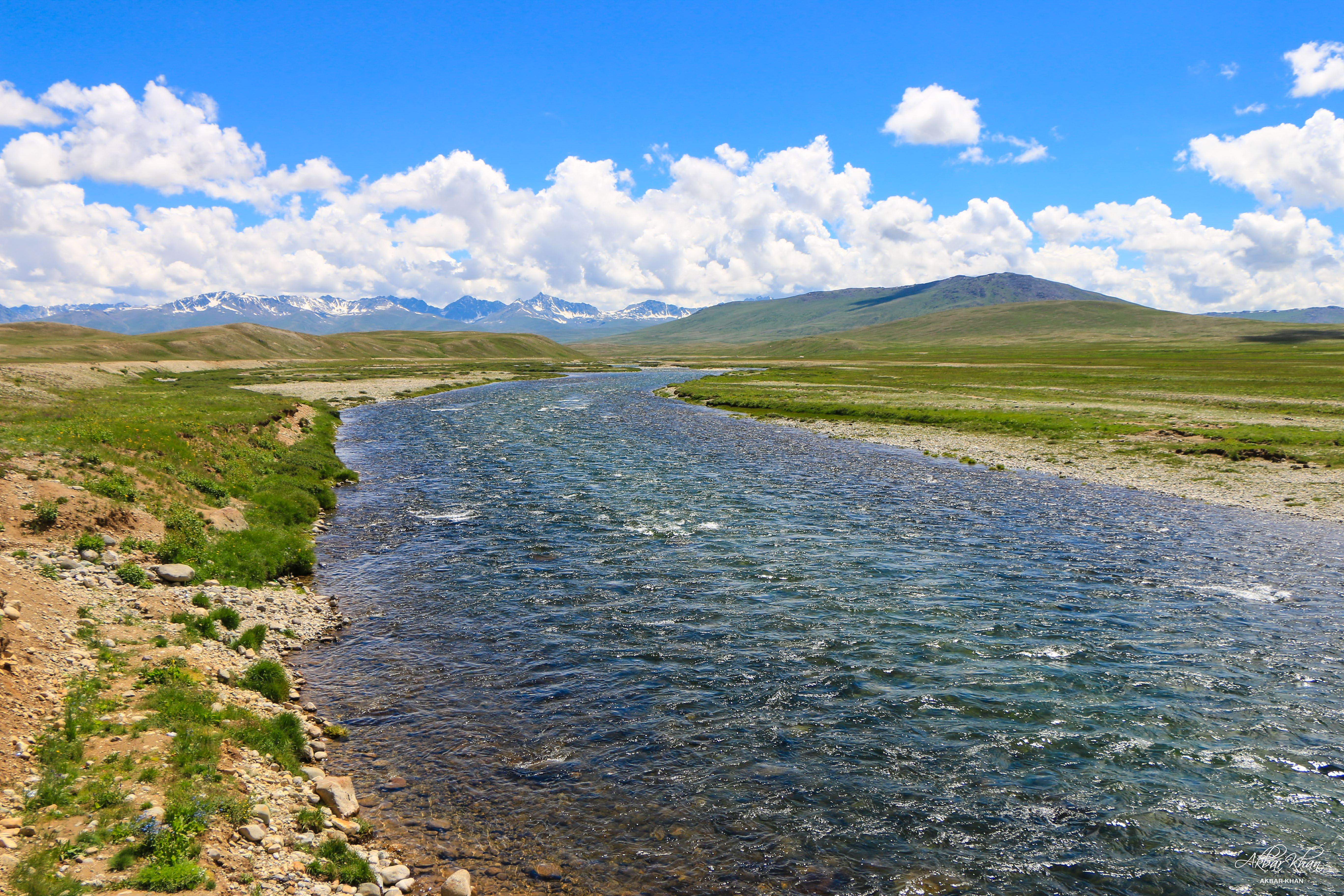
Bara Pani es el mayor de los ríos que traviesan el Parque nacional Deosai.

El parque nacional Deosai está ubicado entre Kharmang, Astore y Skardu en Gilgit Baltistan. Tiene una elevación promedio de 4,114 m s. n. m., haciendo de la llanura Deosai la segunda meseta más alta del mundo. El parque protege un área de 3,000 km². Es bien conocido por su rica flora y fauna de la región ecológica de la estepa alpina Karakoram-Meseta tibetana occidental. En primavera, sus  praderas se cubren de flores silvestres y abundan las mariposas. Deosai es la segunda meseta más alta después de la meseta tibetana de Changtang.